# Anopheles marajoara
Anopheles marajoara är en tvåvingeart som beskrevs av Galvao och Reinaldo G. Damasceno 1942. Anopheles marajoara ingår i släktet Anopheles och familjen stickmyggor. Inga underarter finns listade i Catalogue of Life.